# 달콤한 신부들
《달콤한 신부들》은 1989년에 개봉한 대한민국의 영화이다.

## 캐스팅
- 최재성 : 고생 역
- 최수지 : 영주 역
- 정종준 : 재수 역
- 박현숙 : 추자 역
- 김일우
- 김의상
- 최재훈
- 권일수
- 박용식
- 양일민
- 나갑성
- 박종설
- 주희아
- 남수정
- 김지영
- 김경란
- 박예숙
- 유명순
- 이숙희
- 윤지은
- 이정희
- 하미영
- 길달호
- 신찬일
- 박용수